# Диоп, Мати
Мати Клементин Диоп (фр. Mati Clementine Diop; родилась 22 июня 1982, Париж, Франция) — франко-сенегальская актриса и режиссёр. Благодаря фильму «Атлантика» (2019) стала первой темнокожей женщиной, претендовавшей на «Золотую пальмовую ветвь» с дебютной картиной. Этот фильм был удостоен Гран-при жюри Каннского кинофестиваля. Документальный фильм «Дагомея» (2024) получил «Золотого медведя» на 74-м Берлинском кинофестивале.

## Биография

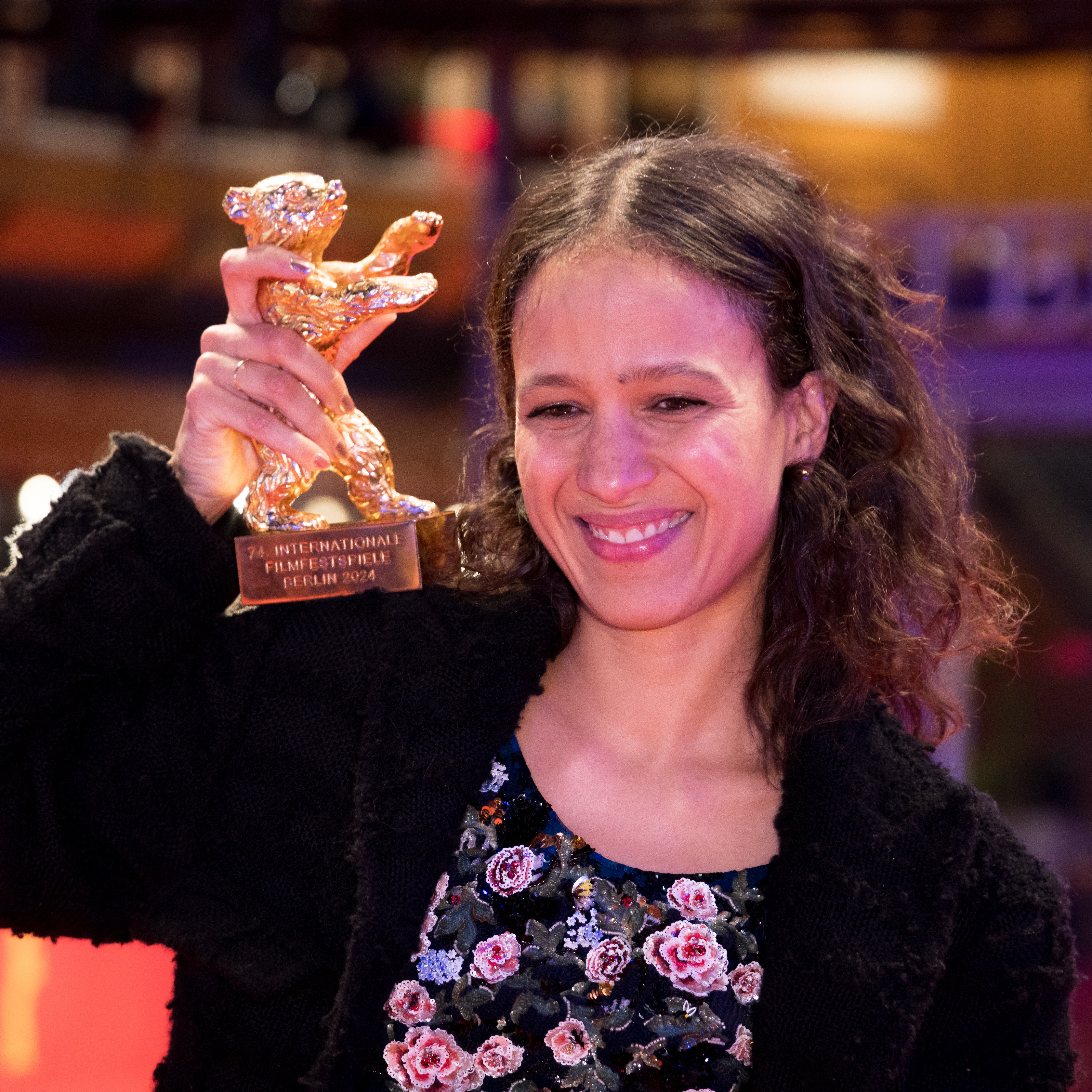
Мати Диоп со статуэткой «Золотого медведя»

Мати Диоп родилась в 1982 году в Париже в семье музыканта из Сенегала Вазиса Диопа и француженки Кристин Броссар — фотографа и собирателя произведений искусства. Она приходится племянницей режиссёру Джибрилу Диопу Мамбети. В детстве Мати много раз путешествовала между Францией и Сенегалом. С 2004 года она снимала короткометражные фильмы, за которые получила ряд наград на международных кинофестивалях в Роттердаме, Монреале, Амьене. В 2008 году Диоп дебютировала как актриса в фильме «35 стопок рома» режиссёра Клер Дени. В 2011 году её короткометражный фильм Snow Canon участвовал в основной программе Венецианского кинофестиваля.
В 2013 году Диоп сняла первую полнометражную картину — документальный фильм «Тысяча солнц» об актёре Магайе Нианге, звезде фильма её дяди «Туки Буки». В 2019 году на экраны вышел её первый художественный фильм «Атлантика» (Atlantics), удостоенный Гран-при жюри Каннского кинофестиваля. В ленте Диоп представила художественную, в русле магического реализма, адаптацию собственного короткометражного документального фильма 2009 года со сходным названием (Atlantiques). Благодаря этой картине Диоп стала первой темнокожей женщиной, претендовавшей на «Золотую пальмовую ветвь» с дебютной картиной. 
Документальный фильм «Дагомея» о судьбе сокровищ, принадлежавших королям Бенина и вывезенных французскими колонизаторами, был включён в программу 74-го Берлинского кинофестиваля (2024) и получил «Золотого медведя».

## Фильмография
Актриса
- 2008 — 35 стопок рома[англ.]
- 2010 — Йосидо (Другие жизни)
- 2011 — Другой мир
- 2012 — Убийца Саймон[англ.]
- 2014 — Форт Бьюкенен
- 2016 — Гермия и Елена
- 2022 — С любовью и яростью

Режиссёр
- 2013 — Тысяча солнц
- 2019 — Атлантика
- 2024 — Дагомея